# Glen Hanlon
Glen Alexander „Red“ Hanlon (* 20. Februar 1957 in Brandon, Manitoba) ist ein ehemaliger kanadischer Eishockeytorwart und derzeitiger -trainer, der zuletzt bis zum Saisonende 2024/25 Cheftrainer des HC Bozen aus der ICE Hockey League war.

## Spielerkarriere
Glen Hanlon wurde beim NHL Amateur Draft 1977 als 40. in der dritten Runde von den Vancouver Canucks ausgewählt (gedraftet). Für die Canucks spielte der Kanadier von 1977 bis 1982, danach wechselte er zu den St. Louis Blues. Weitere NHL-Stationen waren die New York Rangers sowie die Detroit Red Wings. Ungewollte Berühmtheit erlangte Hanlon, als er das erste NHL-Karrieretor von Wayne Gretzky in der Saison 1979/80 zuließ.

## Trainerkarriere

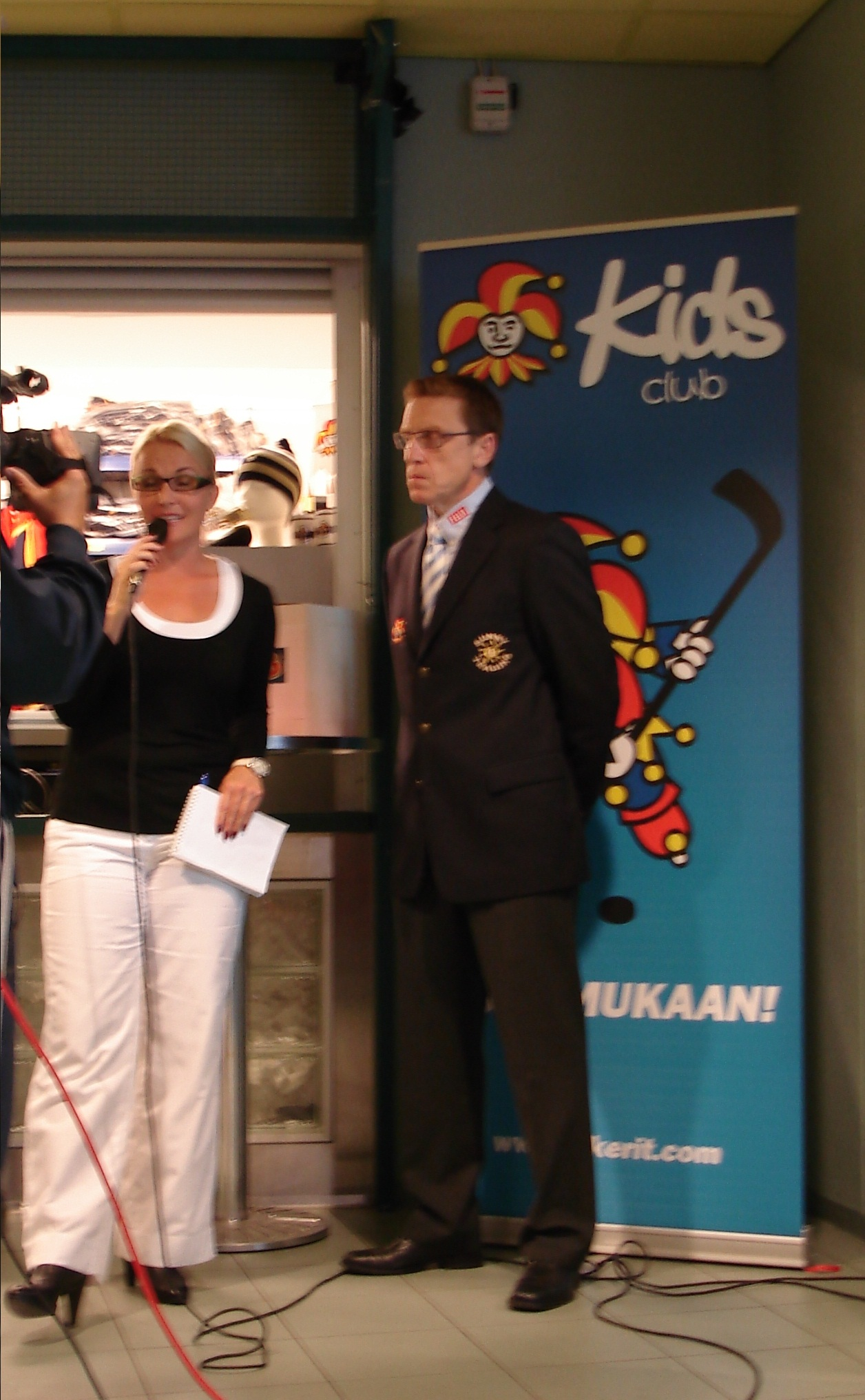
Hanlon als Trainer von Jokerit Helsinki

Nachdem er seine aktive Karriere 1991 bei den Red Wings beendet hatte, wurde Hanlon Assistenztrainer bei seinem ehemaligen Verein, den Vancouver Canucks, nach einem dreijährigen Engagement beim Washington-Farmteam Portland Pirates, wurde er bei den Capitals Assistent von Bruce Cassidy, den er schließlich während der Saison 2003/04 als Cheftrainer beerbte. Bis zum November 2007 war er Cheftrainer der Washington Capitals. Wegen Erfolglosigkeit wurde er entlassen und durch Bruce Boudreau ersetzt.
Bei der Eishockey-Weltmeisterschaft 2005 führte er zudem das belarussische Nationalteam auf den zehnten Platz, 2006 konnte dieses Ergebnis mit dem sechsten Rang, und damit dem besten Ergebnis in der belarussischen Eishockeygeschichte, noch übertroffen werden.
In der Spielzeit 2008/09 betreute Hanlon den finnischen Erstligisten Jokerit Helsinki und erreichte mit diesem das Playoff-Viertelfinale der SM-liiga.
Für die Eishockey-Weltmeisterschaft der Herren 2009 wurde erneut als Trainer der Belarussen engagiert, bevor er Anfang November 2009 auch diesen Posten aufgab. Während der Saison 2009/10 war Hanlon Trainer des HK Dinamo Minsk aus der Kontinentalen Hockey-Liga, bevor er am 20. Oktober 2009 entlassen wurde. Im März 2010 wurde er als neuer Cheftrainer der Slowakischen Nationalmannschaft vorgestellt. Sein bis 2014 datierter Vertrag wurde nach der WM 2011 aufgelöst. Hanlon hatte die Slowakei bei der WM 2010 auf den zwölften sowie bei der WM 2011 auf den zehnten Rang geführt.
Nach dem Ende seiner Tätigkeit in der Slowakei übernahm er bei den Vancouver Giants aus der Western Hockey League (WHL) das Amt des Co-Trainers, ehe er im Mai 2013 erneut Cheftrainer der belarussischen Nationalmannschaft wurde. 2013 führte Hanlon die Belarussen zum Sieg bei der Arosa Challenge. Im Mai 2014 unterzeichnete Hanlon einen Zweijahresvertrag als Cheftrainer der Schweizer Nationalmannschaft und gewann mit dieser die Arosa Challenge 2014. Im Oktober 2015 wurde der Vertrag in beiderseitigem Einvernehmen gelöst.
Am 19. Mai 2016 wurde Hanlon zum Manager der Vancouver Giants aus der Western Hockey League (WHL) ernannt. Nach der Saison 2017/18 verließ er die Giants und wurde im Juni 2018 als neuer Trainer des DVTK Jegesmedvék vorgestellt.
Zur Saison 2020/21 wurde Hanlon neuer Cheftrainer des DEL-Teams Krefeld Pinguine, beendete dieses Engagement jedoch aus persönlichen Gründen im November 2020. Zur Saison 2021/22 übernahm er das Amt des Cheftrainers bei Orli Znojmo in der ICE HL. Nachdem die tschechische Mannschaft an der Teilnahme an der Saison 2022/23 verzichtet, unterzeichnet Hanlon ein Vertrag mit dem italienischen Eishockeyclub der HC Bozen. Dort war Hanlon schließlich bis zum Saisonende 2024/25 tätig. 

## Erfolge und Auszeichnungen
- 1977 Del Wilson Trophy
- 1978 Ken McKenzie Trophy
- 1978 CHL First All-Star Team
- 2000 Louis A. R. Pieri Memorial Award